# بنه زمین (بابل)
بنه زمین ، روستایی از توابع بخش بندپی شرقی شهرستان بابل در استان مازندران ایران است.

## جمعیت
این روستا در دهستان سجادرود قرار دارد و براساس سرشماری مرکز آمار ایران در سال ۱۳۸۵، جمعیت آن زیر سه خانوار بوده‌است.